# نظام الدين أحمد الحسيني
نظام الدين أحمد الحسيني (7 تموز 1618 – أيار 1674) كان رئيس وزراء سلطنة قلقندة من عام 1656 إلى عام 1672.
ولد في عائلة من الشرفاء (من نسل النبي محمد) في الطائف في شبه الجزيرة العربية، ويعود نسبه إلى علماء بارزين وعائلة صفوية ملكية في إيران. تلقى تعليمه في الفقه والحديث واللغة العربية والمنطق، وتزوج ابنة أحد علماء مكة البارزين، ثم ابنة عبد الله قطب شاه (حكم. 1626–1672)، حاكم سلطنة قلقندة. وقد ساعده هذا الزواج الثاني على الصعود إلى الشهرة، وفي عام 1656 عُين رئيسًا لوزراء سلطنة قلقندة. بعد وفاة عبد الله قطب شاه في عام 1672، تراجع نفوذ نظام الدين أحمد، مما أدى إلى سجنه ووفاته في النهاية، على الأرجح بالتسمم.

## الخلفية والحياة المبكرة
كان ينتمي إلى عائلة من السادة (من نسل النبي محمد) الذين استقروا منذ فترة طويلة في إيران. كان ينحدر من سلالة العالم الديني ومالك الأراضي صدر الدين الدشتكي (ت 1498)، الذي دعم ماليًّا المدرسة الإسلامية المنصورية في مدينة شيراز الإيرانية. كان الجد الأكبر لنظام الدين أحمد إبراهيم بن سلام الله (توفي سنة 1582/83) متزوجًا من الأميرة الصفوية جوهر شاد بيغوم، ابنة إبراهيم ميرزا. وقد تم إنشاء شبكة عالمية من خلال نسل هذا الاتحاد. غادر والد نظام الدين أحمد محمد معصوم (توفي 1622/23) وعمه ناصر الدين (توفي 1614/15) البلاد إلى الطائف ومكة في شبه الجزيرة العربية، بينما بقي فرع آخر من العائلة في منطقة فارس الإيرانية. تشير الأدلة الأرشيفية الباقية، بما في ذلك الرسائل والأوراق القانونية، إلى أن نظام الدين أحمد كان يعرف اللغة الفارسية ويستخدمها، على الرغم من أنه يبدو أنه كتب الشعر باللغة العربية فقط.
وُلِد نظام الدين أحمد في 7 تموز 1618م في الطائف. ودرس مجموعة متنوعة من المواد، بما في ذلك الفقه والحديث واللغة العربية والمنطق. ويقال إنه كان يتمتع بذاكرة قوية عززت قدرته على نقل المعرفة. تزوج ابنة الفقيه والتاجر المكي البارز محمد بن أحمد المنوفي (ت 1634/35)، الذي كان يحظى بدعم السلطان العثماني مراد الرابع (حكم. 1623–1640).

## المسيرة المهنية في سلطنة قلقندة
وفي القرن السابع عشر، نشأت منطقة تبادل بين القوى السياسية في غرب المحيط الهندي، حيث كانت الهجرة الجماعية مدفوعة بالتفاعل بين الدين والتجارة وبناء الدولة. وأصبحت الرحلات بين شبه الجزيرة العربية وإيران والهند روتينية خلال هذه الفترة. ومنذ بداية القرن السابع عشر، أصبحت سلطنة قلقندة موطنًا أيضًا للعلماء العرب المهاجرين من إيران وشبه الجزيرة العربية. عند وصوله إلى هضبة الدكن في عام 1645/6، تزوج نظام الدين أحمد من زوجة ثانية، وهي ابنة عبد الله قطب شاه (حكم. 1626–1672 م)، سلطان سلطنة قلقندة.
مهد الزواج الطريق أمام صعود نظام الدين أحمد إلى الشهرة، مما أدى بدوره إلى رعايته للثقافة الأدبية العربية. عندما حول رئيس الوزراء محمد سعيد أردستاني ولاءه إلى الإمبراطورية المغولية (القوة الرائدة في الهند في ذلك الوقت) في عام 1656، عزز نظام الدين أحمد سلطته بشكل أكبر، حيث تم تعيينه رئيسًا للوزراء في نفس العام. وفي بلاط قلقندة، أصبح نظام الدين أحمد شخصية بارزة، إلى جانب حياة بخشي بايكوم (توفيت عام 1667)، والدة عبد الله قطب شاه ووصيته. وقد رُقِّي إلى منصب عين المُلك، ويُزعم أن سلطته تجاوزت سلطة الوزراء الآخرين.
وفقًا للتقارير الواردة من حيدر أباد عاصمة قلقندة، فقد كان له أيضًا دور حَارس البوابة [الإنجليزية]، حيث كان يقدم التجار الأجانب للسلطان. كانت قلعة قلقندة، مقر الحكومة وموطن السلالة الحاكمة، بمثابة مقر إقامة نظام الدين أحمد لفترة من الزمن. في عامي 1658/1659، بُني قصر له في حيدر أباد. وبعد وفاة عبد الله قطب شاه في عام 1672 والصراع على الخلافة، تراجعت سلطة نظام الدين أحمد. ثم سُجن بعد ذلك على يد السيد مظفر، وهو قائد عسكري هاجر من إيران. قُتل نظام الدين أحمد في أيار 1674، على الأرجح بسبب التسمم.
بذل نظام الدين أحمد جهودًا لاستغلال منصبه القوي في قلقندة لزيادة الروابط السياسية والمالية لعائلته مع الدول المطلة على بحر العرب. وفي ذروة قوته، كان على اتصال مع خليفة سلطان وميرزا محمد كركي، اثنين من كبار رجال الدولة الدينيين في إيران الصفوية. وقد قدم عدة عرائض يطالب فيها بملكية بعض الأراضي في إيران.